# Estação Ferroviária de Chaves
A Estação Ferroviária de Chaves é uma interface encerrada da Linha do Corgo, que servia a localidade de Chaves, no Distrito de Vila Real, em Portugal.

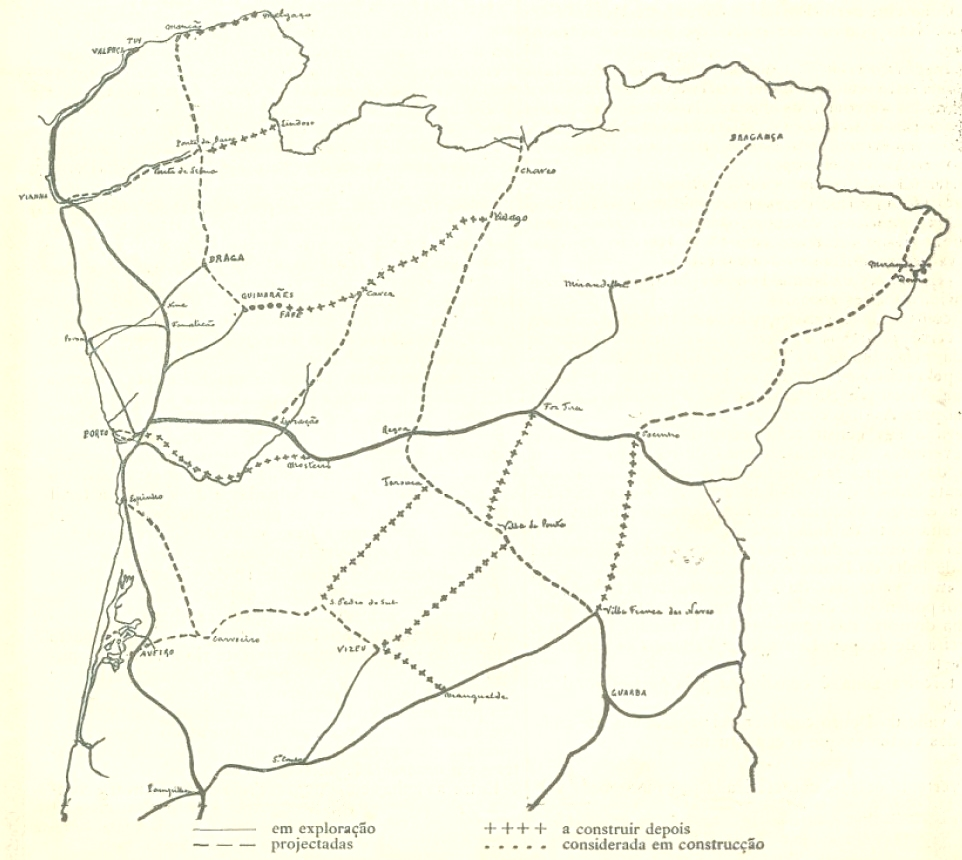
Plano da Rede ao Norte do Mondego, decretado em 1900. Uma da linhas planeadas era a do Corgo, da Régua até à fronteira, passando por Vidago e Chaves.

## História

### Antecedentes, planeamento e inauguração
Na transição para o século XX, a vila de Chaves ainda tinha graves problemas de comunicações, sendo servida apenas pelas estradas reais, onde circulava a mala-posta.
Em 24 de Maio de 1902, foram publicadas as bases para o concurso da construção da Linha do Corgo, que foi dividida em vários lanços, sendo o quarto de Vidago a Chaves, e que o troço seguinte seria a partir deste ponto até à fronteira. Um dos principais motivos para fazer chegar o caminho de ferro até Chaves era a existência de uma estância termal nesta vila. Em 27 de Dezembro de 1904, foi noticiado que o troço da Régua a Chaves tinha sido dotado de 400 contos de Réis por influência do deputado Eduardo José Coelho, e que as obras iriam começar em breve. Assim, o caminho de ferro chegou a Vila Real em 1906, a Vidago em 1910, e finalmente a Fonte Nova em 28 de Agosto de 1921, onde foi instalada a estação provisória para servir a localidade de Chaves. A estação definitiva de Chaves só foi instalada durante as festas da Vila de Chaves, entre 8 e 9 de Julho de 1922.

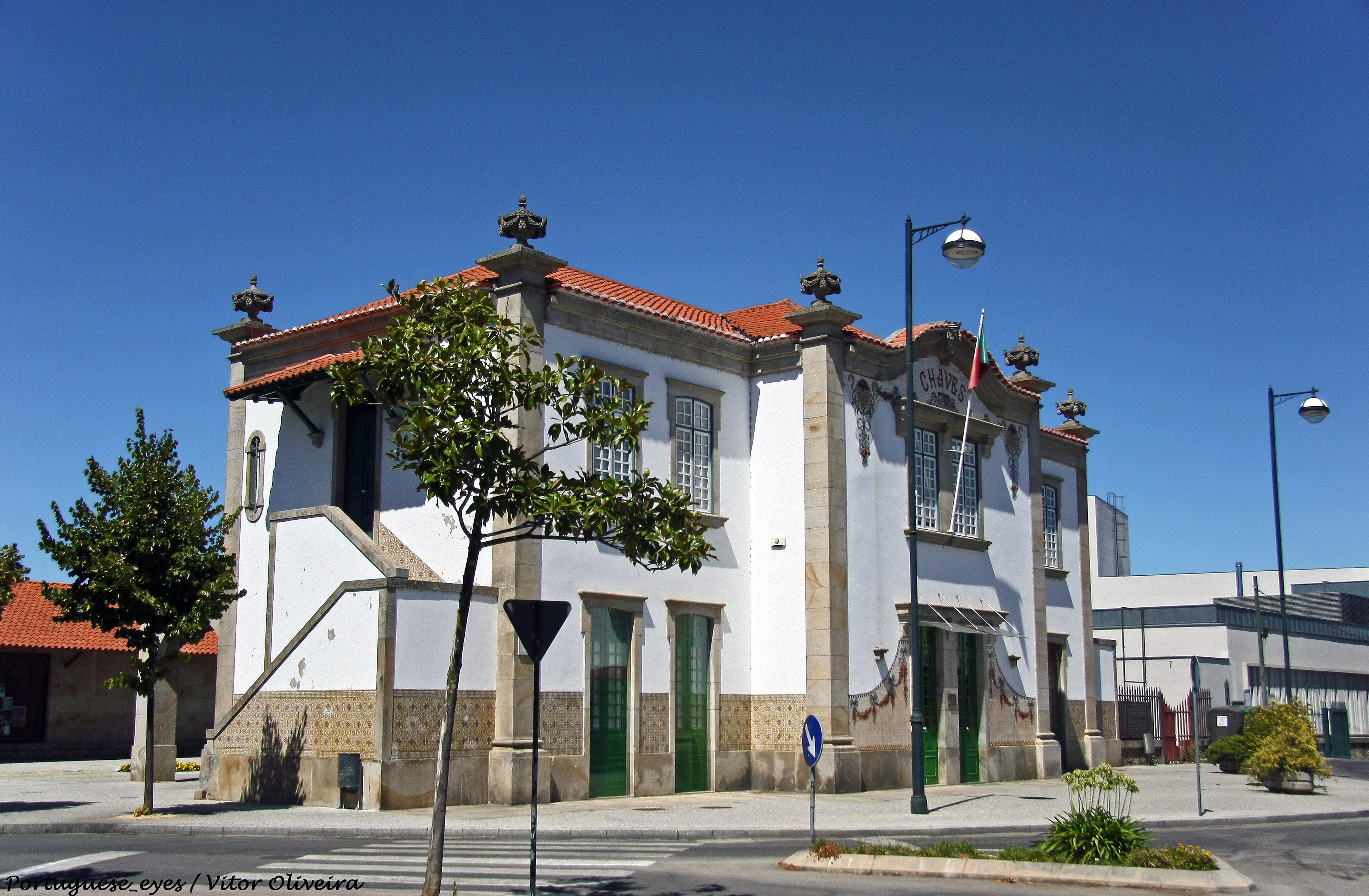
Antigo edifício da estação de Chaves, em 2016

### Primeiros anos
Em 11 de Julho de 1926, deu-se uma tentativa de golpe a partir de Chaves, contra o regime instaurado pela Revolução de 28 de Maio de 1926, tendo as comunicações rodoviárias e ferroviárias de Chaves ficado sob uma apertada vigilância militar. Em 1928, a Linha do Corgo passou a ser explorada pela Companhia Nacional de Caminhos de Ferro.
A ligação entre Chaves e Espanha, mais especificamente até à região de Verín, foi novamente referida em 1 de Abril de 1929, no relatório de uma comissão formada para estudar a revisão dos planos ferroviários portugueses.
Em 1934, a Companhia Nacional instalou um dormitório para o pessoal de trem e de máquinas nesta estação.

### Décadas de 1980 e 1990
Na primeira metade da década de 1980, a operadora Caminhos de Ferro Portugueses iniciou um programa de aproveitamento das cocheiras para a criação de núcleos museológicos, incluindo na estação de Chaves.
O lanço entre Chaves e Vila Real foi encerrado em 2 de Janeiro de 1990 pela operadora Caminhos de Ferro Portugueses, como parte de um programa de reconversão e modernização daquela empresa, tendo os comboios sido inicialmente substituídos por veículos rodoviários.